# Sydals Kommune
Sydals Kommune i Sønderjyllands Amt blev dannet ved kommunalreformen i 1970. Ved strukturreformen i 2007 blev den indlemmet i Sønderborg Kommune sammen med Augustenborg Kommune, Broager Kommune, Gråsten Kommune, Nordborg Kommune og Sundeved Kommune.

## Tidligere kommuner
Sydals Kommune blev dannet ved sammenlægning af 4 sognekommuner:
| Kommune  | Folketal 1. januar 1970 | Byer                    |
| -------- | ----------------------- | ----------------------- |
| Hørup    | 1.895                   | Høruphav og Kirke Hørup |
| Kegnæs   | 775                     |                         |
| Lysabild | 1.734                   | Lysabild og Skovby      |
| Tandslet | 1.283                   | Tandslet                |
| I alt    | 5.687                   |                         |

## Sogne
Sydals Kommune bestod af følgende sogne, alle fra Als Sønder Herred:
- Hørup Sogn
- Kegnæs Sogn
- Lysabild Sogn
- Tandslet Sogn

## Borgmestre[2]
| Navn             | Parti      | Periode   |
| ---------------- | ---------- | --------- |
| Svend Ove Jensen | Lokalliste | 1970-1982 |
| Thomas Jacobsen  | Lokalliste | 1982-1990 |
| Jens Peter Kock  | Lokalliste | 1990-2006 |

## Rådhus
Sydals Kommunes rådhus på Skovsholm 1 i Høruphav blev opført i 1976 og var arbejdsplads for et halvt hundrede kommunalt ansatte. Efter 2006 blev det kun brugt midlertidigt til administration og børnehavegrupper, men i 2016 blev rådhuset solgt til en privat virksomhed.